# Сад Альзас Лорен

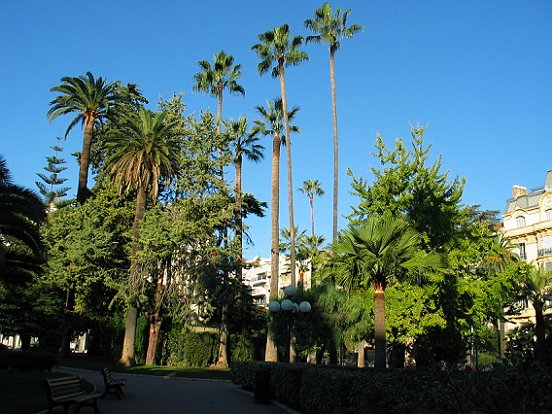
Сад Альзас Лорен
Адреса: [https://goo.gl/maps/8519t 30-32, Blvd. Gambetta, Nice, France

Сад Альзас Лорен (фр. jardin d'Alsace Lorraine) — сад є одним з найстаріших скверів у Ніцці. 

## З історії
Сад був відкритий 1885 року й згодом названий на честь двох історичних провінцій, завойованих німцями.

## Територія
Територія скверу не складає навіть одного гектара. Проте, незважаючи на його розмір, він цінується як зелена оаза, яка знаходиться в середмісті Ніцци, як тінистий куточок під час літнього сезону.
Сад складається з алей, прикрашених скульптурами, які оточують всю територію. У центрі скверу розташована штучна водойма, прикрашенна скульптурними роботами Антоніуччі Волті. Серед рослин домінують Магнолії Грандіфлора та Phoenix reclinata.